# Рисове
Ри́сове (крим. Rısove) — село Перекопського району Автономної Республіки Крим.
Розташоване на півночі району.
Відстань від райцентру до населеного пункта становить 11 кілометрів по прямій.
За даними сільради на 2009 рік, село займало площу 87,3 га, на якій у 248 дворах проживало 669 осіб.